# Gobierno de Bulgaria

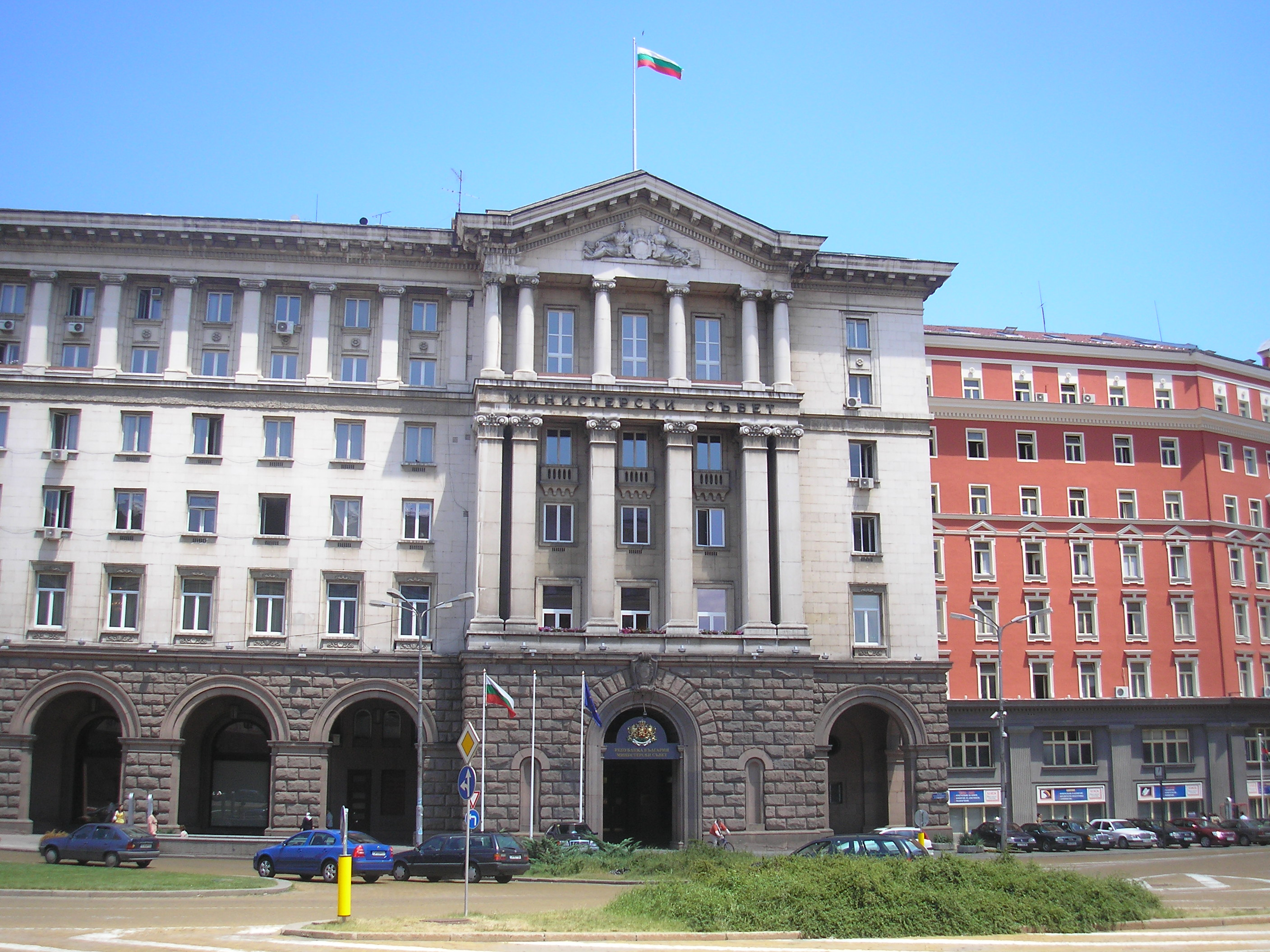
El edificio del Consejo de Ministros en el centro de Sofía

El Consejo de Ministros (en búlgaro: Министерски съвет, Ministerski săvet) es la principal autoridad del poder ejecutivo en la República de Bulgaria. Está formado por el primer ministro de Bulgaria y los ministros de las distintas áreas. 
Después de que el gobierno electo decida la composición del Consejo de Ministros, los diputados elegidos para ser ministros pierden temporalmente sus derechos de diputados mientras ocupan el cargo de ministro. Estos derechos se restauran en caso de que abandonen el Consejo de Ministros o el gobierno pierda el poder. Esto contrasta con el trato que reciben los viceministros y otros altos cargos del gobierno cuando son elegidos diputados. 
A veces, con el propósito de preservar la participación política de diferentes partidos o grupos en el Consejo de Ministros, se puede nombrar a uno o más ministros sin cartera (sin un ministerio propio). 
La oficina del Consejo de Ministros se encuentra en el centro de Sofía y forma parte del conjunto arquitectónico Largo. 

## Estructura del Ejecutivo
El tercer Consejo de Ministros de Bulgaria, presidido por Boiko Borisov, fue votado por 235 miembros del Parlamento búlgaro (de ellos 134 a favor y 101 en contra, de un total de 240 diputados) y fue nombrado el 4 de mayo de 2017. El gobierno está formado por el partido Ciudadanos por el Desarrollo Europeo de Bulgaria (GERB) y la coalición parlamentaria de los Patriotas Unidos, con el apoyo inicial del recién llegado partido Volya del empresario Veselin Mareshki (aunque uno de sus parlamentarios votó en contra). La composición del Gobierno es la siguiente: 